# Savršeni svijet
Savršeni svijet (eng. A Perfect World) je film Clinta Eastwooda iz 1993. s Kevinom Costnerom.

## Sinopsis
Teksas, 1963. Robert "Butch" Haynes (Kevin Costner) i Terry Pugh (Keith Szarabajka) osuđenici su koji su upravo pobjegli iz zatvora Huntsville. Bježeći od zakona, par nabasa u kuhinju kuće gdje osmogodišnji Philip Perry (T.J. Lowther) živi sa svojom Jehovinom svjedokinjom i dvije sestre. Tražeći taoca koji bi im pomogao u bijegu, Butch zgrabi dječaka koji im se ponizno pridružuje. Butch se na početku putovanja mora riješiti svog partnera jer je pokušao zlostavljati dječaka. Riješivši se partnera, Butch s dječakom nastavlja putovanje teksaškom autocestom kako bi pobjegao od policije.
U međuvremenu, teksaški rendžer Red Garnett (Clint Eastwood), vozeći se u guvernerovoj kamp-prikolici, daje se u potjeru za dvojcem. U društvu kriminologinje Sally Gerber (Laura Dem) i nervoznog FBI-jeva snajperista Bobbyja Leeja (Bradley Whitford), Garnett je odlučan u namjeri da uhvati bjegunca i taoca prije nego što prijeđu granicu Teksasa. Priča se dijeli na potjeru na jednoj razini, i na odnos između osuđenika i njegova "zatvorenika" na drugoj.
Kako se radnja odvija, otkriva se da je Philip iz obitelji koja je toliko posvećena svojoj religiji da on ne može voditi normalan život kao djeca njegove dobi. U svih osam njegovih godina, dječak nikad nije sudjelovao na proslavama Noći vještica ili Božića. Čini se da nikad nije doživio nešto zabavno. Pobjegavši s Butchem, on prvi put iskusi užitak slobode što prima s veseljem, a Butch mu dopušta da iskusi užitke koje su mu do tada zabranjivali. Dječak postupno postaje svjestan svoje okoline, a uz konstantno ohrabrivanje od strane Butcha (koji mu je do tada već postao očinska figura), čini se da stječe sposobnost rasuđivanja što je dobro a što loše. Butch u dječakovoj nevinosti vidi djelić vlastitog djetinjstva i postaje mu zamjena za oca, kojeg on nikad nije imao.
Dok se priča nastavlja, otkriva se povijest odnosa između junaka i događaja koji se odvijaju - posebno povijest odnosa između Butcha Haynesa i Reda Garnetta i Butcheve vlastite prošlosti koju otkriva Philipu, a koja na čudan način objašnjava bliskost između dvojice, unatoč činjenici da je Butch ubojica. Ova pozadina, koja se povremeno prekida povratkom na potjeru kapetana Garnetta koji se sve više približava Butchu, postavlja temelje za vrhunac s konačnim obračunom dvojice muškaraca. Na kraju Garnettova ekipa zauzima pozicije kako bi pripremila zasjedu na farmi gdje su se sklonili Butch i dječak. Nespreman da napusti već ranjenog Butcha, dječak potrči natrag i zagrli ga - što uvjerava Garnetta da se situacija može riješiti na miran način. Plan mu se izjalovi nakon što agent FBI-ja, pogrešno protumačivši jedan Butchev pokret, pogodi Butcha u prsa i ubije ga. Garnett se razbjesni što nije uspio spasiti Butcha i privesti ga živog, nakon čega zaključuje - "Ne znam ništa. Ne znam ama baš ništa."

## Naslov
Naslov filma može se čuti u razgovoru kriminaloginje Sally Gerber (Laura Dern) i jednog od policajaca koji pomaže uhvatiti osuđenika. Nakon što policajac kaže, "U savršenom svijetu uzeli bismo oružje i prevrnuli svaki grm dok se ne bi pojavio", Gerber odgovara, "U savršenom svijetu se ovakve stvari ne bi ni događale".

## Produkcija
Dok je Eastwood snimao film Na vatrenoj liniji, dobio je scenarij za Savršeni svijet. Bio je i usred kampanje za Oscare s Nepomirljivima, pa je Savršeni svijet vidio kao savršenu priliku da radi kao redatelj i uzme pauzu od glume. Međutim, nakon što mu je Kevin Costner došao sa scenarijem za film, sugerirao je da bi Eastwood bio savršen za ulogu teksaškog rendžera Reda Garnetta. Eastwood se složio, shvativši da mu glumački dio neće biti bogzna kako značajan, pa se mogao više posvetiti radu iza kamere.
Film je snimljen u Martindaleu, Teksas.

## Reakcije
Savršeni svijet je zaradio 31 milijun dolara u Sjedinjenim Državama uz zaradu od 101 milijuna u ostatku svijeta, ukupno 132 milijuna, i tako postao komercijalni uspjeh. Kritike su uglavnom bile pozitivne, a pohvale su se posebno odnosile na emocionalnu dubinu i točan prikaz psihologije talačke krize. Jedna od glavnih zanačajki filma je izvedba Kevina Costnera, koja se drži jednom od njegovih najboljih u karijeri. Roger Ebert iz Chicago Sun-Timesa nazvao ga je filmom koji bi svaki redatelj s ponosom potpisao, dok ga je New York Times hvalio kao duboko osjećajan, jednostavan film koji označava vrhunac dosadašnje redateljske karijere g. Eastwooda.
U godinama nakon objavljivanja, film je nazivan jednim od Eastwoodovih najboljih (iako podcijenjenih) redateljskih ostvarenja, a scene s osuđenikom (Costner) i mladim taocem (T.J. Lowther) nazvane su najumješnijim u cijelom Eastwoodovu opusu.

## Kritike
Neki su naglašavali kako film opisuje Jehovine svjedoke (posebno kao roditelje) pristrano. Na primjer, činjenica da Philip nikad nije jeo šećernu vunu, ili bio na karnevalu, pripisuje se njegovoj religiji, iako Jehovini svjedoci nikad nisu osudili navedene aktivnosti. Osim toga, nakon što ga je Butch upitao o krađi Casperova kostima, Philip kaže da se boji da će završiti u paklu. Jehovini svjedoci nikad nisu učili da ljudi idu u pakao zbog svojih grijeha.

## Zanimljivosti
- U filmu se može čuti pjesma "Sea of Heartbreak", kao i u Vojničini, još jednom Eastwoodovu filmu.
- Slika s postera filma nije slika iz filma. U filmu Philip nikad nije odjeven normalno (u početku nosi donje rublje, a kasnije Casperov kostim).
- Kevin Costner je dobio veći honorar od Eastwooda. Bio je to prvi Eastwoodov film nakon Svi za Eldorado za koji je nije dobio najveći honorar.[7]
- Denzel Washington je bio Eastwoodov originalni izbor za ulogu Butcha Haynesa.

## Vanjske poveznice
- Savršeni svijet u internetskoj bazi filmova IMDb-a